# Montrose, Skottland
Montrose är en ort i Storbritannien.   Den ligger i kommunen Angus och riksdelen Skottland, i den norra delen av landet, 600 km norr om huvudstaden London. Montrose ligger 34 meter över havet och antalet invånare är 10 620.
Terrängen runt Montrose är platt. Havet är nära Montrose åt sydost.  Närmaste större samhälle är Arbroath, 17,3 km sydväst om Montrose. 